# Dhadkan
Dhadkan (hindi: धड़कन, urdu: دھڑکن) – bollywoodzki dramat z 2000 roku. Tematem filmu jest historia trójkąta miłosnego zagranego przez Akshaya Kumara, Shilpę Shetty i Sunila Shetty. Ten ostatni za zagranie Deva otrzymał Nagrodę Filmfare za Najlepszą Rolę Negatywną. Reżyserował Dharmesh Darshan, autor takich filmów jak Raja Hindustani, Aap Ki Khatir, Bewafaa, czy Wiem, czym jest miłość. Film broni tradycyjnych wartości: posłuszeństwa rodzicom, ich prawa do decydowania (jak Bóg) o losie swoich dzieci, o wyborze męża dla córki. Dramat ten opowiada się za świętością małżeństwa i zwyciężaniem zła dobrem. W tej historii kochający rozstają się, niekochani rozkochują w sobie, a kiedyś kochani zostają zapomniani. Bohaterowie wzbudzają w sobie zaufanie, łamią obietnice, ale i pokornieją prosząc się wzajemnie o wybaczenie.

## Fabuła
Rozpieszczona bogactwem jedynaczka Anjali (Shilpa Shetty) zakochuje się w odrzuconym ze względu na swoje nieślubne pochodzenie Devie (Sunil Shetty). Przysięga jego matce, że nigdy go nie porzuci, że swoją miłością wyleczy ranę, jaka jest dla niego życie bez ojca. Tymczasem rodzice zaaranżowali już dla niej w Delhi ślub z pewnym bogatym idealistą. Z miłości do zrozpaczonej córki decydują się jednak poznać jej ukochanego. Dev czując uprzedzenie ojca do niego zachowuje się tak prowokująco, że swoją bezczelnością ostatecznie zraża do siebie rodziców Anjali. Zostaje wyrzucony z domu. Zakochanym nie pozostaje nic innego jak wspólna ucieczka. Na przeszkodzie staje ojciec dziewczyny. Anjali musi wybierać między ojcem a ukochanym. Decyduje się nie wbijać ojcu noża w serce, przynosząc rodzinie wstyd swoją ucieczką. Poświęciwszy swoją miłość, poślubia obcego jej, wybranego przez ojca mężczyznę. Z czasem Ram (Akshay Kumar) swoją szlachetnością i wiarą w dobro, którym trzeba zwyciężać zło, zjednuje ją i wzbudza jej przyjaźń. Między małżonkami budzi się miłość. Gdy szczęśliwi świętują trzecią rocznicę ślubu, w ich domu pojawia się wzbogacony w Anglii Dev.

## Obsada
- Akshay Kumar – Ram
- Sunil Shetty – Dev
- Shilpa Shetty – Anjali
- Mahima Chaudhry – Sheetal Varma
- Sharmila Tagore – matka Deva (gościnnie)
- Sushma Seth – macocha Rama
- Parmeet Sethi – Bob (przyrodni brat Rama)
- Manjeet Kular – Nikki (przyrodnia siostra Rama)
- Kiran Kumar – ojciec Anjali
- Anupam Kher – ojciec Shetal (gościnnie)
- Kader Khan – śpiewak (gościnnie)

## Muzyka i piosenki
Autorami muzyki jest duet Nadeem-Shravan, twórcy muzyki do takich filmów jak Deewana, Raja Hindustani, Zamaana Deewana, Pardes, Aa Ab Laut Chalen, Raaz, Więzy miłości, Wiem, czym jest miłość, Hum Tumhare Hain Sanam, Dil Hai Tumhaara, Dil Ka Rishta, Yeh Dil, Andaaz, Qayamat, Hungama, Tumsa Nahin Dekha, Bewafaa, Deszcz czy Dosti: Friends Forever.
- Dil Ne Yeh Kaha Hai Dil Se – 1
- Tum Dil Ki Dhadkan Mein
- Dulhe Ka Sehra
- Dil Ne Yeh Kaha Hai Dil Se
- Na Na Karte Pyar
- Tum Dil Ki Dhadkan Mein (Remix)
- Aksar Is Duniya Mein
- Dhadkan (Instrumental)

## O twórcach filmów
- Od debiutu w Mohra Sunil Shetty często gra z zaprzyjaźnionym z nim Akshay Kumarem – Sapoot, Hera Pheri, Dhadkan, Więzy miłości, Awara Paagal Deewana, Jaani Dushman: Ek Anokhi Kahaani, Aan: Men at Work, Deewane Huye Pagal, Phir Hera Pheri.